# Adamu Aliero
Alhaji Adamu Aliero, född 1959, var guvernör i Kebbi, Nigeria från den 29 maj 1999 till den 29 maj 2007.